# Susanna Rahkamo
Tuija Susanna Rahkamo (* 25. Februar 1965 in Helsinki) ist eine ehemalige finnische Eiskunstläuferin, die im Eistanz startete. 

## Biografie
Rahkamo ist die Tochter des ehemaligen Oberbürgermeisters von Helsinki Kari Rahkamo.
Ihr Partner Petri Kokko und sie nahmen seit 1986 an internationalen Wettbewerben teil.
Die erste Medaille gewannen sie bei der Europameisterschaft 1993; sie belegten den dritten Platz. Ihre erste Weltmeisterschaftsmedaille gewannen sie als Dritte bei der Weltmeisterschaft 1994. Es waren die ersten Medaillen für Finnland im Eistanz.
1995 gewannen Kokko und Rahkamo in Dortmund als erste Finnen überhaupt die Europameisterschaft. Bei der Weltmeisterschaft wurden sie Zweite. Ihre Kürmusik war ein Medley von den Beatles (Yesterday, A hard day’s night). Kokko und Rahkamo nahmen an zwei Olympischen Spielen teil. 1992 in Albertville belegten sie den sechsten und 1994 in Lillehammer den vierten Platz.
Sie trainierten in Oberstdorf bei Martin Skotnický und dem Choreographen Werner Lipowski. 1996 sah man sie im Videoclip von Beyond the invisible des Musikprojektes Enigma.
1995 beendete sie ihre Amateurkarriere und wechselte ins Profilager. Das Eistanzpaar heiratete und hat zwei Kinder.
Im Jahr 2004 wurde Rahkamo zur Präsidentin des finnischen Eiskunstlaufverbandes gewählt.

## Ergebnisse

### Eistanz
(mit Petri Kokko)
| Wettbewerb / Jahr         | 1986 | 1987 | 1988 | 1989 | 1990 | 1991 | 1992 | 1993 | 1994 | 1995 |
| ------------------------- | ---- | ---- | ---- | ---- | ---- | ---- | ---- | ---- | ---- | ---- |
| Olympische Winterspiele   |      |      |      |      |      |      | 6.   |      | 4.   |      |
| Weltmeisterschaften       |      | 20.  | 20.  | 13.  | 6.   | 7.   | 5.   | 4.   | 3.   | 2.   |
| Europameisterschaften     | 18.  | 18.  | 15.  | 12.  | 7.   | 8.   | 6.   | 3.   | 4.   | 1.   |
| Finnische Meisterschaften |      | 1.   | 1.   | 1.   | 1.   | 1.   |      |      |      | 1.   |